# Hubert Job
Hubert Job (* 15. Juli 1958 in Landau in der Pfalz) ist ein deutscher Geograph und Hochschullehrer.

## Akademische Laufbahn
Hubert Job studierte zunächst von 1979 bis 1980 Raum- und Umweltplanung an der Technischen Universität Kaiserslautern. Von 1980 bis 1986 schloss sich ein Studium der Geographie (mit den Nebenfächern Geobotanik, Kartographie und Volkswirtschaftslehre) an der Universität Trier an, das er 1986 mit dem Diplom im Fach Geographie abschloss. 1990 promovierte er an der Universität Trier im Fachbereich Geographie/Geowissenschaften zum Dr. rer. nat. Im Anschluss war er ein Jahr lang als Junior-Experte für Entwicklungszusammenarbeit der Food and Agricultural Organisation zur Ressourcensicherung in Lomé/Togo tätig. Seit 1991 hatte er eine Stelle als wissenschaftlicher Mitarbeiter an der Universität Trier inne, an der er sich schließlich im Jahr 1998 im Fach Geographie habilitierte. Nach der Habilitation war er von 2000 bis 2008 Außerordentlicher Universitätsprofessor am Institut für Wirtschaftsgeographie der Ludwigs-Maximilians-Universität München und ist seit 2008 als ordentlicher Universitätsprofessor Inhaber des Lehrstuhls für Geographie und Regionalforschung am Institut für Geographie der Julius-Maximilians-Universität Würzburg.
Seine Forschungsgebiete sind Schutzgebietsmanagement, ökonomische Effekte des Tourismus, Raumordnung und -planung, Regionalforschung sowie Umweltwahrnehmung. Regionale Schwerpunkte seiner Forschungstätigkeit bilden Mitteleuropa, die Alpen und Afrika.

## Ehrenamtliche Tätigkeiten
- Mitglied des Landesplanungsbeirats der Bayerischen Staatsregierung
- Mitglied des Deutschen UNESCO-‚Man and Biosphere’-Nationalkomitees
- Ordentliches Mitglied der Akademie für Raumforschung und Landesplanung (ARL)
- 1. Vorsitzender der Geographischen Gesellschaft Würzburg

## Schriften (Auswahl)
- Freizeit und Erholung mit oder ohne Naturschutz? Umweltauswirkungen der Erholungsnutzung und Möglichkeiten ressourcenschonender Erholungsformen, erörtert insbesondere am Beispiel Naturpark Pfälzerwald. Bad Dürkheim 1991, ISBN 3-925754-21-0.
- Der Wandel der historischen Kulturlandschaft und sein Stellenwert in der Raumordnung. Eine historisch-, aktual- und prognostisch-geographische Betrachtung traditioneller Weinbau-Steillagen und ihres bestimmenden Strukturmerkmals Rebterrasse, diskutiert am Beispiel rheinland-pfälzischer Weinbaulandschaften. Flensburg 1999, ISBN 3-88143-069-5.
- mit Marius Mayer, Peter Haßlacher, Gero Nischik, Christoph Knauf, Marco Pütz, Josef Essl, Andreas Marlin, Manfred Kopf und Stefan Obkircher: Analyse, Bewertung und Sicherung alpiner Freiräume durch Raumordnung und räumliche Planung. Hannover 2017, ISBN 3-88838-084-7.
- mit Maike Fließbach-Schendzielorz, Sarah Bittlingmaier, Anne Herling und Manuel Woltering: Akzeptanz der bayerischen Nationalparks – Ein Beitrag zum sozioökonomischen Monitoring in den Nationalparks Bayerischer Wald und Berchtesgaden. Würzburg 2019, ISBN 3-95826-102-7.

## Belege
1. ↑  https://catalogue.bnf.fr/ark:/12148/cb15679241n

| Personendaten    | Personendaten       |
| ---------------- | ------------------- |
| NAME             | Job, Hubert         |
| KURZBESCHREIBUNG | deutscher Geograf   |
| GEBURTSDATUM     | 15. Juli 1958       |
| GEBURTSORT       | Landau in der Pfalz |